# Корейская кухня
Коре́йская ку́хня (кор. 한국 요리?, 韓國料理?) — совокупность корейских национальных блюд. Основные блюда — рис, лапша (куксу, нэнмён), супы, закуски (панчханы: кимчхи, намуль, чорим, ччим, поккым и другие), тток.
В России и странах СНГ более известен и популярен вариант корейской кухни от корё-сарам (то есть советских корейцев), несколько отличающийся, в силу объективной недоступности некоторых привычных пищевых ингредиентов, от собственно корейской кухни в самой Корее.

## Общая характеристика
Корейская кухня в целом острая, при приготовлении блюд обильно используются пряности, особенно красный перец: из-за него многие корейские блюда имеют характерный красно-оранжевый цвет. Широкое использование перца объясняется тем, что Корея, особенно южная — страна с тёплым, влажным климатом, а перец помогает дольше сохранить продукты. При этом перцем корейцы начали пользоваться только в XVI столетии, когда его завезли из Южной Америки португальцы. Тогда сформировался традиционный способ приготовления корейских блюд. Перчёная еда ценилась очень высоко, а понятия «вкусный» и «острый» в корейском языке стали синонимами. Набор специй корейской кухни небогат: большей частью это чеснок и перец, но они используются в разных пропорциях и комбинациях, потому получаются разные вкусы. Три главные корейские приправы — соевый соус (канджан), кочхуджан, твенджан.
Корейская кухня советских корейцев (корё-сарам) узнаваема широким применением кориандра, придающего корейским салатам характерный вкус и запах.
Внутри корейской кухни выделяется Корейская придворная кухня, которая отличается от кухни простого люда и кухни диаспоры.
У корейской кухни немало общего с двумя другими наиболее значимыми восточными кулинариями — китайской и японской. Как и китайцы, корейцы любят и охотно едят свинину. Как и японцы, употребляют много рыбы, в том числе сырой. Характерной чертой корейской и китайской кухонь можно назвать обильное использование красного жгучего перца.

## Рис в корейской кухне
Как и в кухнях соседних народов, основная еда корейцев — рис. Для корейцев он — неотъемлемая часть стола, как хлеб для многих европейских народов. Рис подают каждому в отдельной пиале, а остальные закуски (панчхан) раскладывают в общих тарелках.
В 1969 году по указанию правительства Республики Корея каждая среда и суббота объявлялись «днями без риса»: гражданам рекомендовали не употреблять риса в эти дни и есть больше изделий из пшеничной муки. В школах следили за тем, чтобы учащиеся брали с собой из дома еду не из риса, а из смеси риса с бобами или ячменём. Даже для ресторанов вводились ограничения: их обязывали исключать из меню блюда из риса.
В 1970-е годы был выведен сорт риса «тхонъильпё», с более коротким зерном, лучшего качества и высокой урожайности (на 30 % выше), устойчивый к насекомым-вредителям и болезням. Власти Республики Корея продвигали этот сорт для широкого внедрения. После 1977 года Республика Корея стала полностью обеспечивать себя рисом и даже экспортировать его.
Согласно данным 1970 года, каждый южный кореец съедал за год 136,4 кг риса. После этого потребление риса на душу населения стало снижаться: в 2003 году показатель снизился до 83,2 кг, в 2007 году — до 77 кг, а в 2014 — до 65 кг; эксперты связывают это с разнообразием рациона корейцев.

## Овощи в корейской кухне
К рису подают много овощей, как правило квашеных и очень острых. Наиболее известное овощное блюдо — «кимчхи». Наиболее известным и распространенным является кимчхи, приготовленное из пекинской капусты, однако, многочисленные варианты приготовления могут использовать в качестве основного ингредиента практически любые овощи, присутствующие на местном рынке.

## Употребление собачатины
Ранее в Корее активно потреблялась собачатина, 9 января 2024 года эта практика была запрещена государственным парламентом. Защитники прав животных находят употребление мяса собаки недопустимым, сторонники употребления в пищу блюд из собачатины не понимают, почему считается допустимым есть коров и свиней, но диким — поедать собак.
Не первый год в Южной Корее идут горячие дебаты о том, возможно ли совместить западную этику с традициями корейской кухни. В 2005 году правительством Республики Корея был подготовлен законопроект, согласно которому традиции употребления в пищу собачатины не отменяются и не запрещаются, но запрещается прибегать к жестоким способам забоя собак. По данным еженедельника «Чуган Чосон», в частности, нельзя будет убивать собаку на людях, чтобы не вызывать ни у кого неприятных ощущений; запрещается также производить забой через удушение. Однако какие же именно способы следует считать разрешёнными, в издании не уточняется.
В качестве наказания за нарушение закона о защите животных будет предусмотрено лишение свободы в трудовых лагерях на срок до полугода и штраф порядка 2 тыс. долл. До сих пор нарушителей штрафовали лишь на 200 долл. Кроме того, правительство предполагает ужесточить санитарные нормы для точек реализации собачатины, чтобы предотвратить продажу мяса больных, бездомных животных или особей, предназначенных для медицинских опытов. Все торгующие собачьим мясом предприятия будут обязаны проходить проверки 4 раза в год.
В июне 2018 года борцы за права животных добились суда над владельцем одной из собачьих ферм. Его привлекли к ответственности за «убийство животных без надлежащих причин». Городской суд Пучхона привлек владельца фермы к административной ответственности в виде штрафа в размере 3 млн вон (примерно 3000 долларов США).

## Сервировка
Традиционно сервированный корейский стол включает большое количество небольшого размера чашек, наполненных закусками (панчханами). Соблюдается чёткий порядок подачи блюд, заведённый несколько столетий тому назад при династии Чосон. Согласно ему, еду подразделяют на основную и второстепенную. По численности закусок можно было определить и обстоятельства трапезы: будь то появление в семье ребёнка, юбилей у взрослого или же просто обед в семейном кругу. А 12 закусок подавались в так называемой императорской трапезе.
Традиционно корейцы едят палочками (ввиду относительной редкости бамбука на Корейском полуострове по традиции используют металлические палочки), но к каждому обеду подаётся и ложка, так как в меню собственно корейской кухни много разнообразных супов. Ложка в корейской культуре является символом жизни: если в семье четверо детей, по-русски говорят «четыре рта», а по-корейски — «четыре ложки». Про покойного говорят «он положил свою ложку».

## Типично корейские блюда
- Кимчхи или чимчи (корё мар) — острый салат из пекинской капусты, редиса и пряностей (чеснок, перец и рыбный бульон из анчоусов).
- Пулькоги — кусочки говядины, тушёные в маринаде в жаровне прямо за столом; предварительно их замачивают в маринаде из соевого соуса, кунжутного масла и семян, чеснока, зелёного лука и других приправ.
- Самгёпсаль — свиной бекон, жарится на жаровне прямо за столом.
- Тток — корейский десерт из рисовой муки.
- Кимбап — корейский вариант японских роллов
- Пибимпап — популярное блюдо, состоящее из риса, овощных салатов, тонко нарезанного мяса, перцовой пасты кочхуджан и сырого яйца или яичницы.
- Твенджан ччигэ — острый суп, в состав которого обязательно входит соевая паста Твенджан.
- Хве, хе (корё-сарам) — маринованная свежая сырая рыба или мясо, употребляется в пищу без какой-либо термической обработки.
- Чо-коги погым (мясо, тушёное с грибами).
- Куксу или кукси — лапша с овощами и мясом в специальном холодном или горячем бульоне, аналог рамэна. На постсоветском пространстве существует несколько разновидностей куксу (кукси): классический кукси — тонкая пшеничная лапша в горячем или холодном курином бульоне с добавлением приправ, соусов и закусок из овощей (аналог пибимбапа), Пхеньянский куксу — тонкая рисовая лапша (не фунчоза) в холодном бульоне со льдом и большим количеством рисового уксуса. Считается, что пхеньянский куксу освежает в жаркую погоду и бодрит[источник не указан 3313 дней]. Среди прочих разновидностей — ташкентский кукси — тонкая лапша (яичная или пшеничная) залитая ледяной водой, с добавлением специй, панчханов и приправ[источник не указан 3313 дней].
- Сунде — свиная кровяная колбаса с лапшой из крахмала, либо рисом.
- Кэджан или кядян (корё-сарам) или кятяй (корё-сарам) — острый суп из собачьего мяса с рисом и зеленью, используется для профилактики и лечения заболеваний дыхательной системы.
- Посинтхан — суп-каша из собачьего мяса, употребляется, в основном, летом в качестве тонизирующего и укрепляющего средства.
- Лапша быстрого приготовления рамён (от японского рамэн) — популярное блюдо фаст-фуда, напоминающее куксу. Появилось в рационе корейцев в 1963 году и сначала не пользовалось популярностью, это был быстрый и дешёвый способ накормить голодное население. Некоторые корейские марки завоевали мировую известность, например доширак.

### Кухня советских корейцев (корё-сарам)
Кухня корё-сарам отличается от кухни корейского полуострова, ввиду ограниченности ассортимента ингредиентов и адаптацией традиционных способов приготовления пищи в провинции Северный Хамген или Хамгён-Пукто (КНДР — подавляющее число корейцев России и СНГ родом из этих мест, например, диалект советских корейцев корё мар основан на устаревшей форме диалекта провинции Хамгён-Пукто) . Традиционными способами приготовления пищи, завезёнными в СССР, являются ферментация мяса и овощей, а также квашение особого типа (квашенная белокочанная капуста в русской кухне приготавливается на иных принципах квашения и выдержки).
- Корейская морковь — «нетипичное» блюдо, в традиционной корейской кухне отсутствует, так как появилось после депортации корейцев в 30-е годы XX века в Центральную Азию, где морковь является доступным и недорогим продуктом питания.
- Пигоди — корейские паровые пирожки из дрожжевого теста с начинкой из свинины и капусты. Это блюдо также известно под названием пянсе (편수).
- Чартоги — «ударный хлеб», прессованный липкий рис особого сорта, подаваемый с варёными и перемолотыми сладкими бобами адзуки или пхат (кор. 팥). Блюдо изготавливается на всем Корейском полуострове, однако ввиду трудозатратности традиционный способ приготовления «ударного хлеба» в настоящее время применяется редко, а промышленное производство не даёт необходимого результата[источник не указан 3313 дней], что делает чартоги редким блюдом даже в самой Южной Корее.
- Сирягтямури — суп из свинины с сиряги (кор. «ссыреги», 쓰레기, буквально «мусор», используется высушенная пекинская капуста, которая зовется пяче (кор. 배추); в оригинальной корейской кухне используются нижние листья пекинской капусты (кор. 배추 — пэчху), лежащие на земле вместе с частью корневища) с соевым сыром тубу (корё-мар тыби, яп. тофу) и обязательным добавлением приправы — ферментированной соевой пасты твенджан (или тяй). Оригинальное название блюда «сырегиджангмуль» (кор. 쓰레기장물), однако в настоящее время это блюдо достаточно редкое на столах корейцев корейского полуострова[источник не указан 3313 дней]. Существует поверье, что его употребление придаёт сил и продлевает жизнь, особенно, если оно готовится из свежих, не сушёных продуктов.
- Пуктяй — суп из всего, что находится под рукой, обычно это овощи и мясо с добавление приправы твенджан. Особенностью блюда является использование в качестве ингредиента листьев красного перца и яиц, вмешиваемых в блюдо на заключительных этапах приготовления. Главное в пуктяе — экстремальная острота, нестерпимая даже для этнических корейцев, привыкших к употреблению острой пищи[источник не указан 3313 дней]. Отметим, что это блюдо является аутентичным изобретением корё-сарам и является одним из немногих блюд, которые употребляются исключительно корейцами СССР[источник не указан 3313 дней].
- Чиргуми — салат из пророщенных соевых бобов.
- Чемпени — сладковатые лепёшки из рисовой муки, приготовленные на пару. Чаще всего их украшают малиновым значком в середине. Блюдо праздничное.
- Камди-ча — салат из полусырого картофеля.
- Кадича — салат из баклажана, нарезанного соломкой и обжаренного с луком и приправами. Часто, изготавливается с тонко нарезанной свининой и подается горячим.
- Веча — салат из свежих огурцов, имеются вариации с мясом.
- Мегитямури — суп, из свинины, в который добавляется водоросль миёк (кор. 미역, в диалекте корё-сарам — меги). В южнокорейской традиции суп называют миёккук (кор. 미역곡), а на Сахалине и в Хабаровском крае — «Черный суп». Это традиционное корейское блюдо готовится на день рождения, и наряду с кимчхи, кимпабом и пибимпапом является визитной карточкой корейской кухни[источник не указан 3313 дней].

## Современные блюда
- Курица яннём — корейское блюдо, созданное на основе американской жареной курицы. Курицу жарят, покрывают липким остро-сладким соусом.

## Напитки
- Макколли — рисовое вино, похоже на русский квас, но заметно крепче. Российские корейцы называют этот напиток «буза» (бражка).
- Соджу — корейская водка
- Юджа и другие фруктовые чаи